# Music Is the Key
Music Is the Key – pierwszy singel promujący trzeci studyjny album Key To My Soul niemieckiej wokalistki Sarah Connor. Autorami utworu jak i zarazem głównymi producentami są Kay Denar i Rob Tyger, współpracujący z Connor od samego początku. Kompozycja została nagrana w duecie z amerykańskim zespołem Naturally 7 i wydana jako singel 3 listopada 2003 roku.
Utwór odniósł duży sukces w rodzimych Niemczech oraz w Austrii, Szwajcarii i w Polsce.
W rodzimym kraju kompozycja debiutując na #3 pozycji notowania najczęściej kupowanych singli, przez osiem tygodnia znajdowała się w top 5. W 5 z kolei tygodniu objęła szczytne, pierwsze miejsce notowania. W Austrii debiutując na pozycji #18 ostatecznie jako najwyższe uzyskała miejsce #6. Na szwajcarskiej liście przebojów singel debiutował na pozycji #12, by trzy tygodnie później osiągnąć najwyższą, #2 pozycję notowania. W Polsce utwór dotarł aż na #6 miejsce notowania Polish Top 50.
W innych krajach utwór cieszył się raczej ograniczonym sukcesem. W Belgii, zarówno w regionie walońskim jak i flamandzkim, utwór przebywał tylko na notowania Tip (propozycje do oficjalnego notowania) zajmując pozycję w top 70 Belgii. W Rosji natomiast singel dotarł na pozycję #77 w notowaniu Airplay, organizowanym przez portal Tophit.
„Music Is the Key” stał się drugim singel podbijającym szczyt oficjalnego notowania w Niemczech oraz trzecim singel znajdującym się w top 10 Austrii i Szwajcarii.

## Lista utworów
European CD single
1. „Music Is the Key” (Video Version) – 4:04
2. „Music Is the Key” (Album Version) – 4:37

CD Maxi
1. Music Is the Key (Video Version) – 4:04
2. Music Is the Key (Album Version) – 4:37
3. Music Is the Key (Capella Version) – 4:04
4. Music Is the Key (Video)

## Pozycje na listach
| Lista Przebojów (2003)             | Najwyższa pozycja |
| ---------------------------------- | ----------------- |
| Austria (Media Control AG)         | 6                 |
| Belgia (Ultratop Flamandia)        | 53                |
| Belgia (Ultratop Wallonia)         | 61                |
| Europa (Billboard)                 | 3                 |
| Europa (Billboard)                 | 3                 |
| [A] Europa (Airplay Top 100)       | 77                |
| Niemcy (Media Control AG)          | 1                 |
| [A] Niemcy (Nilsen Company)        | 4                 |
| Polska (ZPAV)                      | 6                 |
| [A] Poland (Airplay)               | 6                 |
| [A] Rosja (Tophit)                 | 77                |
| Szwajcaria (Media Control AG)      | 2                 |
| [A] Airplay World Official Top 100 | 13                |
| Web Top 100                        | 62                |
| World Singles Official Top 100     | 28                |
| Lista Przebojów (2004)             | Najwyższa pozycja |
| World Dance/Trance Top 30 Singles  | 4                 |

- A ^ Notowanie Airplay.